# Dale Crover (musikalbum)
Dale Crover är en EP av The Melvins, som är skriven och mestadels endast framförd av trummisen, som själv heter Dale Crover. Denna EP är en av de tre Melvins-EP:er som har samma namn som medlemmarna i bandet. De övriga EP:erna namngivna efter medlemmarna är King Buzzo (Buzz Osborne) och Joe Preston. Alla tre släpptes 1992 genom Boner Records.

## Låtlista
1. "Hex Me" (Crover) – 1:14
2. "Dead Wipe" (Crover) – 2:47
3. "Respite" (Crover) – 4:16
4. "Hurter" (Crover) – 4:22

## Producenter
- Dale Crover - lead sång, bakgrundssång, kompgitarr, leadgitarr, Trummor
- Debbi Shane - Elbas, bakgrundssång
- Greg Freeman - Producent, Ljudtekniker
- Harvey Bennett Stafford - Omslag
- Tom Flynn - catering